# Stethynium cinctiventris
Stethynium cinctiventris är en stekelart som beskrevs av Girault 1914. Stethynium cinctiventris ingår i släktet Stethynium och familjen dvärgsteklar. Inga underarter finns listade i Catalogue of Life.